# オキシカム

ピロキシカム

オキシカム(Oxicam)は、非ステロイド性抗炎症薬の分類で、血漿タンパク質に密接に結合する。ほとんどのオキシカムは、シクロオキシゲナーゼの非選択的阻害剤である。例外はメロキシカムで、プロスタグランジンエンドペルオキシドシンターゼ2に対して若干(10:1)の選択性を持つが、臨床的には低濃度でのみ意味を持つ。
以下のような種類がある。
- ピロキシカム
- テノキシカム
- ドロキシカム
- ロルノキシカム
- メロキシカム

## 化学
これらの分子の物理化学的性質は、環境によって大きく変わる。
他の多くの非ステロイド性抗炎症薬と異なり、カルボン酸ではないが、ケト-エノール互変異性を示すビニローグカルボン酸を含むため、酸性である。これは、ロルノキシカムでは次のようになる。